# Втрати силових структур внаслідок російського вторгнення в Україну (грудень 2023)
У статті наведено список втрат українських військовослужбовців у російсько-українській війні за грудень 2023 року (включно).

## Список загиблих за грудень 2023 року
| Орден Богдана Хмельницького III ступеня (Україна) |

| Орден Богдана Хмельницького III ступеня (Україна) |

### Примітка
1. 16 квітня 2022 року, Президент України Володимир Зеленський під час інтерв'ю телерадіокомпанії CNN повідомив, що у війні з російськими окупантами загинуло від 2500 до 3000 українських військових[193].
2. 11 травня 2022 року, в ході спеціального брифінгу офіційних представників Сил оборони України, начальник оперативного управління штабу управління Нацгвардії України Олексій Надточий, вперше з початку війни, назвав втрати, які відомство зазнало в ході російського вторгнення в Україну. За його словами, втрати Національної гвардії України під час виконання бойових завдань склали: безповоротні втрати — 501 військовослужбовець, санітарні втрати (зазнали поранень) — 1697 військовослужбовців[194].
3. 14 липня 2022 року, в ході спеціального брифінгу, директор Департаменту організації заходів цивільного захисту ДСНС Віктор Вітовецький, вперше з початку війни, назвав втрати, які відомство зазнало в ході російського вторгнення в Україну. За його словами, втрати ДСНС під час виконання службових обов'язків склали: загиблі — 41 рятувальник, травмовані (зазнали поранень) — 131 рятувальник, полонені — 6 рятувальників[195].
4. 22 серпня 2022 року, Головнокомандувач Збройних Сил України Валерій Залужний повідомив, що в ході повномасштабної війни з Росією загинули близько 9000 українських військовослужбовців[196][197].
5. 23 вересня 2022 року, президент України Володимир Зеленський в інтерв'ю французькому виданню Ouest-France заявив, що впевнений у перемозі свого народу в цьому конфлікті, в якому, за його оцінками, гине 50 солдатів на день. «У п'ять разів менше, ніж російських військових», — сказав український президент[198][199].
6. «Таблиця/Список загиблих» буде наповнюватися та корегуватися по мірі можливості за надходженням відповідної інформації, яка постійно змінюється в результаті інтенсивності бойових дій (посилання — тільки на офіційні та перевірені джерела)
7. Відомості з Указів Президента України «Про присвоєння звання Герой України», «Про відзначення державними нагородами України» доповнювати в кінці основної Таблиці, з подальшим уточненням соц.-демографічних даних загиблих Героїв і рознесенням записів за відповідними датами!